# Двигатель Tritec
Tritec (также известный как Pentagon) — четырёхцилиндровый бензиновый двигатель внутреннего сгорания, который выпускался с 1999 по 2007 год бразильской компанией Tritec Motors и устанавливался на разные автомобили, включая Chrysler и Mini.

## 1.4 (T14a)
- Объём: 1,4 л (1397 см3)[4]
- Диаметр цилиндра: 77 мм
- Ход поршня: 75 мм
- Мощность: 55 кВт (74 л. с.)
- Крутящий момент: 122 Н⋅м

Применения:
- Mini One (Португалия, Греция) (до 2008 года)

## 1.6 (T16b3)
- Объём: 1,6 л (1598 см3)
- Диаметр цилиндра: 77 мм
- Ход поршня: 85,8 мм
- Мощность: 66—85 кВт (89—114 л. с.)
- Крутящий момент: 140—149 Н⋅м

Применения:
- Chery A11 (Windcloud)
- Chery A15 (Flagcloud)
- Chrysler Neon (за пределами США)
- Chrysler PT Cruiser (за пределами США)
- Lifan 620
- Lifan 520
- Mini Hatch и Convertible (до 2008 года).

## 1.6 SC (T16b4)
- Объём: 1,6 л (1598 см3)
- Степень сжатия: 8,3:1—10,5:1
- Мощность: 120—160 кВт (160—215 л. с.) при 7100 об/мин
- Крутящий момент: 210—250 Н⋅м при 4600 об/мин

Применения:
- Mini Hatch Cooper S[5]
- 2006 Dodge Hornet